# Kinnefjärdings tingslag
Kinnefjärdings tingslag var ett tingslag i Skaraborgs län.
Tingslaget bildades 1680 och uppgick 1 januari 1904 i Kinnefjärdings, Kinne och Kållands domsagas tingslag.
Tingslaget omfattade Kinnefjärdings härad och ingick från 1864 i Kinnefjärdings, Kinne och Kållands domsaga.
Tingsplats var Kollängen i Husaby socken.